# 1999 في باكستان
فيما يلي قوائم الأحداث التي وقعت خلال عام 1999 في باكستان.

## سياسة

### تعيين في المنصب
- 12 أكتوبر – برويز مشرف رئيس وزراء باكستان، وزير الدفاع [الإنجليزية]‏.
- 12 أكتوبر – شوكت عزيز وزير المالية (باكستان).

### انتهاء فترة المنصب
- 12 أكتوبر – بينظير بوتو زعيم المعارضة [الإنجليزية]‏.
- 12 أكتوبر – تشودري شجاعت حسين وزارة الداخلية (باكستان).
- 12 أكتوبر – نواز شريف رئيس وزراء باكستان.
- 12 أكتوبر – وسيم سجاد رئيس مجلس الشيوخ الباكستاني.

## مواليد

### يناير
- 1 يناير – اعتزاز حسن

## وفيات

### يوليو
- 12 يوليو – راجيندرا كومار (مواليد 1929) ممثل هندي.